# Theth
Theth (en albanais : Thethi) est un petit village du comté de Shkodër, en Albanie. À la suite de la réforme du gouvernement local de 2015, il est devenu une partie de la municipalité de Shkodër et a été déclaré centre historique protégé par le gouvernement albanais,. La communauté est au centre du parc national de Theth, une région d'une beauté naturelle exceptionnelle.
Un nouveau centre d'information officiel sur Rruga Fushe près du pont de Thethi est sur le point d'ouvrir par l'Agence albanaise des aires protégées (AKZM) et administré par l'Administration des aires protégées du comté de Shkoder.

## Histoire
La tradition locale affirme un ancêtre commun unique pour la communauté (un Ded Nika) et suggère que la population a déménagé à Theth il y a environ 300 à 350 ans afin de préserver leurs traditions (catholiques) chrétiennes.
Plusieurs voyageurs notables ont visité Theth au début du XXe siècle, notamment Rose Wilder Lane, Franz Nopcsa et d'autres. Ces voyageurs ont souvent détaillé et loué l'environnement, la culture et les modes de vie des habitants.

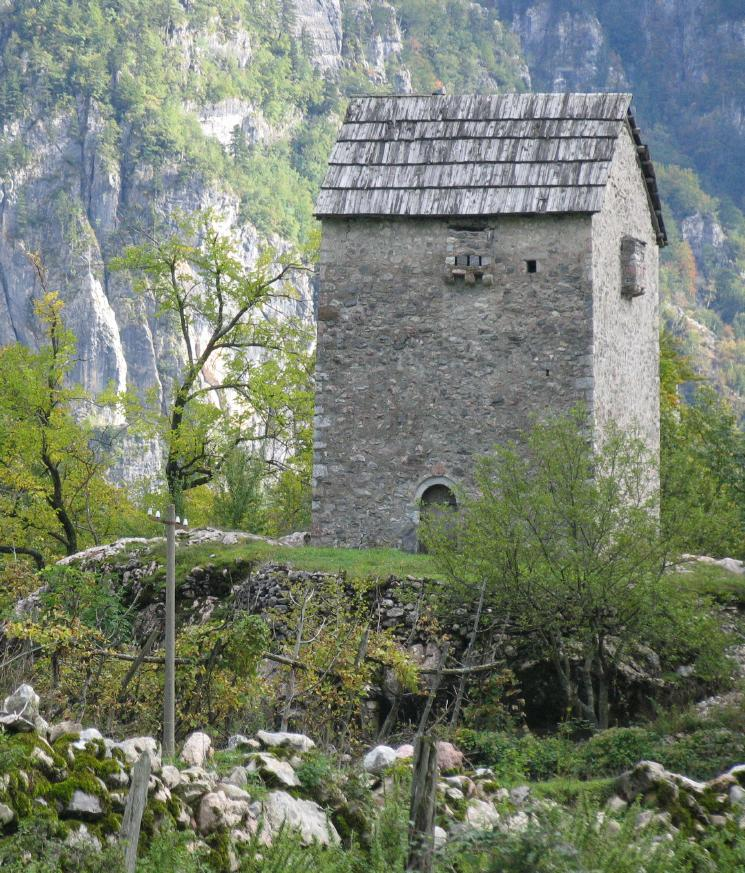
Tour de claustration (kullë) utilisée comme refuge pour les hommes impliqués dans une « reprise de sang ».

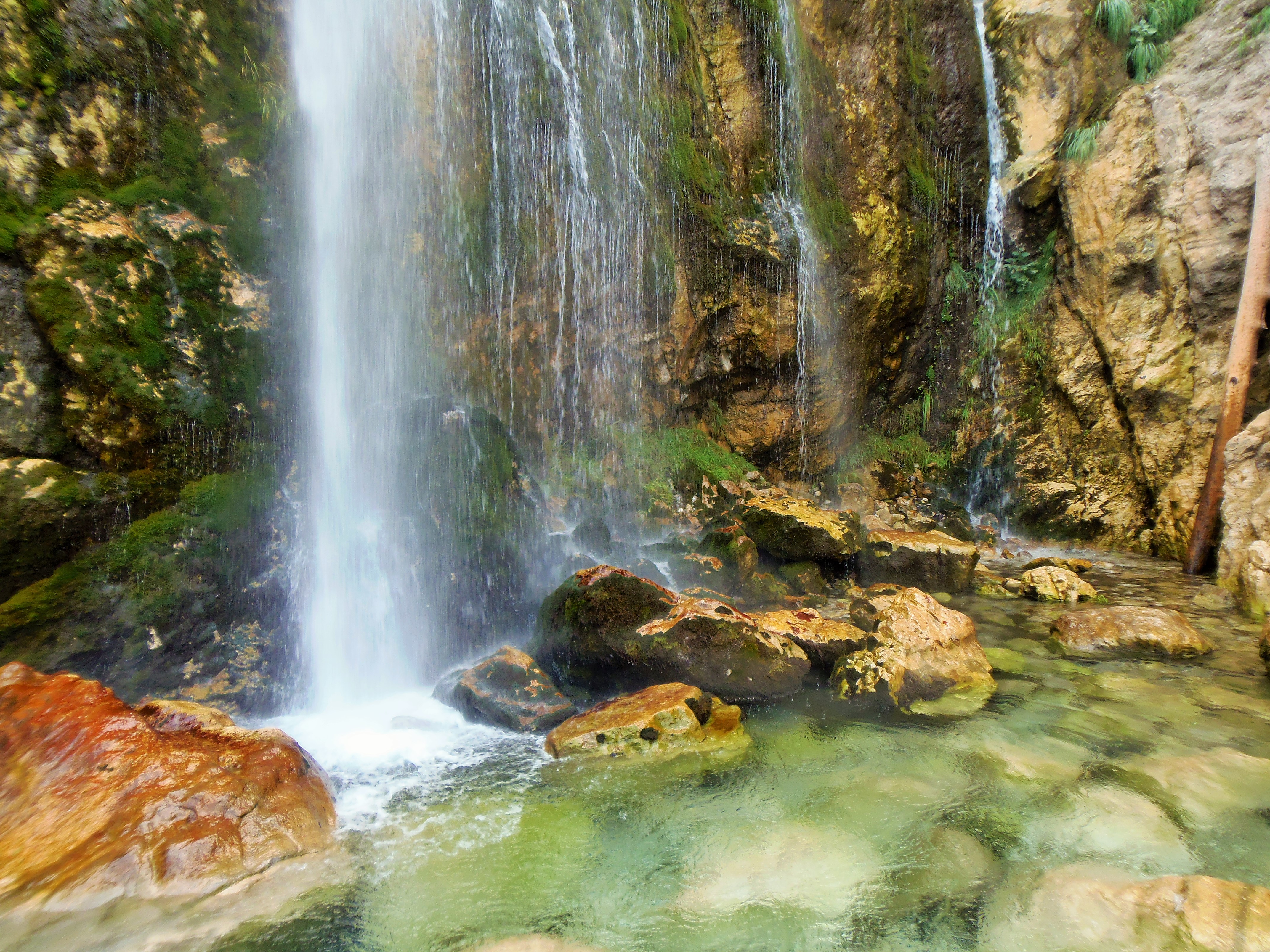
Cascade de Grunas.

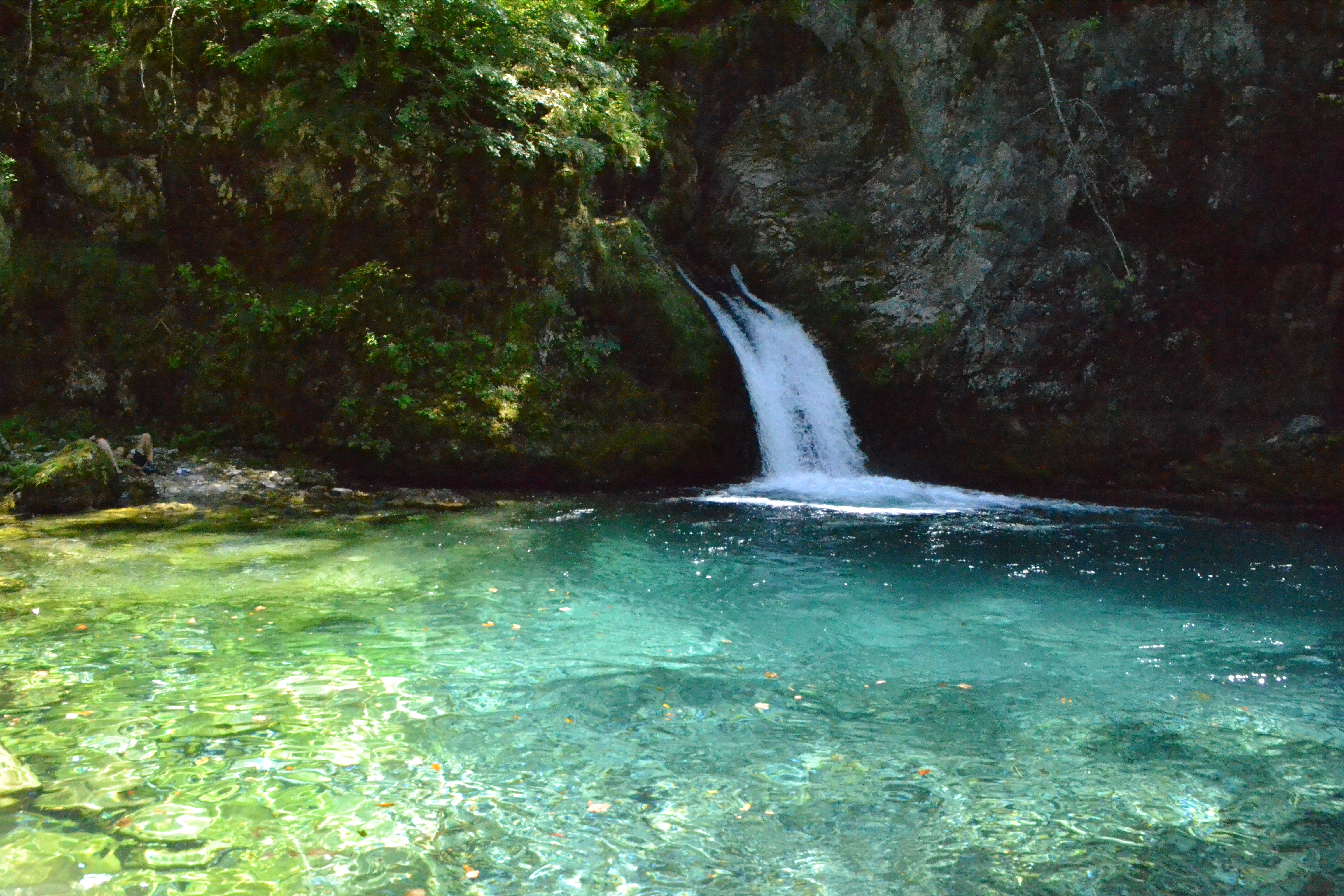
Thethi Blue Eye.

Bien que le Kanun (loi traditionnelle albanaise) reste influant, Theth n'a pas souffert de la réapparition récente (post-communiste) de la vendetta qui a troublé d'autres régions du nord de l'Albanie. Theth possède l'une des rares « tours de claustration » restantes, une forme historique de protection pour les familles qui étaient « dans le sang ».
Le dépeuplement représente un sérieux défi à long terme pour la communauté. La population a été considérablement réduite au cours des dernières décennies et la majorité de ceux qui restent n'occupent Theth que pendant les mois d'été. Cependant, la communauté a une école de neuf niveaux et des efforts récents ont été faits pour stimuler le tourisme. Un certain nombre de familles locales offrent le gîte et le couvert aux visiteurs qui viennent à Theth pour faire de la randonnée dans le parc national - ou simplement pour admirer le paysage de montagne.